# Cadralazina
La cadralazina è un farmaco vasodilatatore periferico che, riducendo direttamente le resistenze vascolari periferiche, esplica un'intensa e protratta attività antiipertensiva. L'effetto è probabilmente mediato da un metabolita idrazinopiridazinico. La cadralazina riducendo la pressione del sangue determina un aumento della frequenza cardiaca.

## Farmacocinetica
In studi effettuati su ratti e cani ipertesi è stato dimostrato che dopo somministrazione orale o endovenosa l'effetto di picco viene raggiunto dopo 3-5 ore, e l'attività del farmaco perdura più di 24 ore.
Dopo somministrazione orale nell'uomo la cadralazina viene rapidamente assorbita. Il farmaco scompare molto rapidamente dal plasma e si distribuisce in molti organi, con le più alte concentrazioni raggiunte nel fegato, rene e tratto gastrointestinale.
Il picco plasmatico viene raggiunto mediamente dopo 1,5 ore e la sua emivita plasmatica è di circa 3 ore.
L'eliminazione è prevalentemente urinaria, come principio attivo non modificato e alcuni metaboliti minori. Già dopo 12 ore l'eliminazione raggiunge il 67,3% della dose somministrata oralmente.

Come conseguenza dell'eliminazione urinaria, il farmaco e i suoi metaboliti sono eliminati più lentamente nei pazienti con bassa clearance della creatinina.

## Usi clinici
La cadralazina è indicata nel trattamento dell'ipertensione arteriosa essenziale o di altra natura, in particolare come farmaco di secondo livello

Alcuni studi hanno dimostrato che cadralazina è efficace e può essere vantaggiosamente associata ad altri antipertensivi, in particolare in quei pazienti che sono poco rispondenti ai beta-bloccanti o ai diuretici. In questi casi l'associazione di cadralazina da 10 a 30 mg in monosomministrazione giornaliera riduce la pressione sisto/diastolica dall'11% al 22%.

Il farmaco appare sicuro e ben tollerato: i test di laboratorio di routine non mostrano cambiamenti significativi. In particolare l'escrezione di sodio non viene ridotta e pertanto gli effetti di ritenzione idrica sono minimi.

In uno studio randomizzato multicentrico italiano, confrontante l'efficacia della cadralazina con prazosin, si è dimostrato che entrambi i trattamenti erano ugualmente efficaci nel determinare una riduzione simile e significativa della pressione arteriosa sistolica.

## Controindicazioni
Il farmaco è controindicato in caso di ipersensibilità nota, anche a derivati idrazinici simili. È inoltre controindicato in soggetti affetti da coronaropatia, valvulopatia mitralica e tachicardia.

## Effetti collaterali
Tra gli effetti indesiderati più frequenti si segnalano cefalea, astenia, vertigini, palpitazioni e vampate di calore.

I sintomi tendono in genere a scomparire spontaneamente con il progredire della terapia.

Questi sintomi sono tutti correlati alle proprietà vasodilatatorie del farmaco e sono più comunemente riportati durante la monoterapia con cadralazina che nelle terapie di combinazione con altri farmaci.

## Dosi terapeutiche
Nei pazienti ipertesi l'effetto terapeutico ottimale fa seguito alla somministrazione orale di una singola dose di 15 mg, in genere al mattino.

In ogni caso la posologia deve essere adattata al singolo paziente. Si inizia con bassi dosaggi che vengono gradatamente aumentati fino al raggiungimento della dose ottimale.

## Gravidanza e allattamento
Anche se gli studi sperimentali non hanno evidenziato alcuna attività teratogena, nelle donne gravide la cadralazina deve essere somministrata solo in caso di effettiva necessità. Non potendo escludere che il farmaco passi nel latte materno è opportuno interrompere l'allattamento al seno in caso di trattamento.

## Avvertenze
In letteratura è noto che l'utilizzo prolungato e ad alti dosaggi di alcuni farmaci simili alla cadralazina (i cosiddetti idrazinoftalazinici) in alcuni pazienti può determinare un quadro clinico simile al lupus eritematoso.

La cadralazina non sembra indurre una sindrome sistemica simil-lupus eritematoso e in letteratura è riportato il caso di una conversione di una sindrome simil LES in un soggetto che passò da un trattamento con idralazina a uno con cadralazina. Tuttavia in presenza di un eventuale quadro clinico comprendente malessere, artralgie, febbre, dolore toracico è consigliabile eseguire una determinazione del titolo degli anticorpi antinucleo e la ricerca di cellule L.E.